# Blodsvept
Blodsvept (Envuelto en sangre) es el séptimo álbum de estudio de la banda de folk metal Finntroll. El álbum fue publicado el 22 de marzo de 2013.

## Lista de canciones
Todas las canciones escritas y compuestas por Finntroll. 
| N.º | Título                 | Traducción                     | Duración |  |
| 1.  | «Blodsvept»            | Envuelto en Sangre             | 4:29     |  |
| 2.  | «Ett Folk Förbannat»   | Una raza Maldita               | 3:23     |  |
| 3.  | «När Jättar Marschera» | Cuando los Gigantes se Marchan | 4:07     |  |
| 4.  | «Mordminnen»           | Memorias de un Asesinato       | 3:24     |  |
| 5.  | «Rösets Kung»          | Rey del Mojón                  | 3:15     |  |
| 6.  | «Skövlarens Död»       | La muerte del Gandul           | 3:44     |  |
| 7.  | «Skogsdotter»          | Hija del Bosque                | 4:53     |  |
| 8.  | «Häxbrygd»             | Caldo de Bruja                 | 3:52     |  |
| 9.  | «Två Ormar»            | Dos Serpientes                 | 3:17     |  |
| 10. | «Fanskapsfylld»        | Lleno con Maldad               | 2:57     |  |
| 11. | «Midvinterdraken»      | El Dragón de invierno          | 5:37     |  |

## Pistas adicionales (Edición exclusiva de iTunes)
Todas las canciones escritas y compuestas por Finntroll. 
| N.º | Título                                                       | Duración |  |
| 12. | «The god that Failed (Alternative Ending) (Metallica Cover)» | 5:19     |  |
| 13. | «Can you forgive Her? (Pet Shop Boys Cover)»                 | 4:20     |  |
| 14. | «Insects (Oingo Bongo Cover)»                                | 4:47     |  |

- Datos: Q4149066